# Аркадия (Калифорния)
Вижте пояснителната страница за други значения на Аркадия.
Аркадия (на английски: Arcadia) е град в окръг Лос Анджелис, щата Калифорния, САЩ. Аркадия е с население от 58 799 жители (по приблизителна оценка от 2017 г.) и обща площ от 28,8 km². Намира се на 147 m надморска височина. ЗИП кодовете му са 91006 – 91007, а телефонният му код е 626.

## Побратимени градове
- Нюкасъл, Австралия

## Известни личности
Родени в Аркадия
- Трейси Колдуел Дайсън (р. 1969), космонавт